# جايسون جونز (لاعب كرة قدم)
جايسون جونز (بالإنجليزية: Jason Jones) (10 مايو 1979 في المملكة المتحدة - ) هو مدرب كرة قدم ولاعب كرة قدم بريطاني في مركز حراسة المرمى. شارك مع منتخب ويلز تحت 21 سنة لكرة القدم. أما مع النوادي، فقد لعب مع سوانزي سيتي ونادي ريل ونادي سانت إيلي تاون ونادي ليفربول وRhayader Town F.C. ‏.

## وصلات خارجية
- جايسون جونز على موقع قاعدة بيانات كرة القدم.إي يو (الإنجليزية)